# Campeonato Sul-Americano de Rugby Seven Masculino de 2007
O Campeonato Sul-Americano de Rugby Seven Masculino de 2007 foi a III edição deste torneio. O torneio foi realizado em Viña del Mar, no Chile e foi vencido pela Seleção Argentina. 

## Seleções participantes
- Argentina
- Brasil
- Chile
- Colômbia
- Paraguai
- Peru
- Uruguai
- Venezuela

## Jogos
| Data                  | Chave A           | Chave A           | Chave A           |
| --------------------- | ----------------- | ----------------- | ----------------- |
| 12 de Janeiro de 2007 | Argentina         | 54-0              | Venezuela         |
| 12 de Janeiro de 2007 | Uruguai           | 26-5              | Brasil            |
| 12 de Janeiro de 2007 | Argentina         | 45-0              | Brasil            |
| 12 de Janeiro de 2007 | Uruguai           | 47-0              | Venezuela         |
| 12 de Janeiro de 2007 | Brasil            | 54-5              | Venezuela         |
| 12 de Janeiro de 2007 | Argentina         | 27-12             | Uruguai           |
| Data                  | Chave B           | Chave B           | Chave B           |
| 12 de Janeiro de 2007 | Chile             | 29-0              | Peru              |
| 12 de Janeiro de 2007 | Paraguai          | 17-0              | Colômbia          |
| 12 de Janeiro de 2007 | Chile             | 55-0              | Colômbia          |
| 12 de Janeiro de 2007 | Paraguai          | 28-10             | Peru              |
| 12 de Janeiro de 2007 | Peru              | 20-12             | Colômbia          |
| 12 de Janeiro de 2007 | Chile             | 26-15             | Paraguai          |
| Data                  | Semifinais Bronze | Semifinais Bronze | Semifinais Bronze |
| 13 de Janeiro de 2007 | Brasil            | 39-5              | Colômbia          |
| 13 de Janeiro de 2007 | Peru              | 19-12             | Venezuela         |
| Data                  | Semifinais Ouro   | Semifinais Ouro   | Semifinais Ouro   |
| 13 de Janeiro de 2007 | Argentina         | 43-5              | Paraguai          |
| 13 de Janeiro de 2007 | Chile             | 7-5               | Uruguai           |
| Data                  | Final 7º e 8º     | Final 7º e 8º     | Final 7º e 8º     |
| 13 de Janeiro de 2007 | Colômbia          | 26-10             | Venezuela         |
| Data                  | Final Bronze 5º   | Final Bronze 5º   | Final Bronze 5º   |
| 13 de Janeiro de 2007 | Brasil            | 50-0              | Peru              |
| Data                  | Final Prata 3º    | Final Prata 3º    | Final Prata 3º    |
| 13 de Janeiro de 2007 | Paraguai          | 19-0              | Uruguai           |
| Data                  | Final Ouro        | Final Ouro        | Final Ouro        |
| 13 de Janeiro de 2007 | Argentina         | 21-0              | Chile             |

## Campeão
| Campeonato Sul-Americano de Rugby Seven Masculino de 2007 |
| --------------------------------------------------------- |
| ARGENTINA Campeã (3º título)                              |